# Alimentación phantom
La alimentación fantasma, referida también con el anglicismo phantom power o alimentación phantom, es una forma de proporcionar alimentación (corriente continua) a los dispositivos de audio que lo necesitan, como por ejemplo un micrófono de condensador, proporcionando en consecuencia, una señal más fuerte. El estándar internacional que define este modo de alimentación es el IEC 60268-15, derivado del original DIN 45596.
El estándar define tres tipos de alimentación P48, P24 y P9, que suministran respectivamente 48 V a través de resistencias de 6,8 kΩ (kiloohmios), 24 V a través de resistencias de 1,2 kΩ, o 12 V a través de resistencias de 0,68 kΩ (680 ohmios) y pueden suministrar una corriente de 10 a 15 mA.
En el cable en el que se usa este tipo de alimentación la señal de audio viaja por dos hilos interiores y una malla exterior que se emplea para proteger de la interferencia electromagnética. La corriente continua se aplica entre ambos hilos interiores y la malla exterior, de modo que en ausencia de señal de audio, los dos hilos estén al mismo potencial respecto a la malla y por lo tanto no exista diferencia entre ellos. Esto permite conectar a las mismas entradas dispositivos que no sólo no necesitan alimentación sino que podrían deteriorarse con la corriente continua, como por ejemplo, un micrófono dinámico.

## Precauciones
Muchos equipos de audio, incluyendo equipos profesionales de alta calidad, son capaces de aceptar por sus entradas de audio apenas unos 2 mA (la corriente especificada por la norma DIN 45596), por lo que puede ser que algunos dispositivos modernos produzcan distorsión, no proporcionen el rango dinámico especificado, o simplemente no funcionen. 